# 데니 헥
데니스 린 헥(Dennis Lynn Heck, 1952년 7월 29일 ~ )은 미국의 정치인이다.

## 학력
- 에버그린 주립 대학 인문사회 학사

## 경력
- 1977.01 ~ 1985.01 미국 워싱턴주의회 제17선거구 하원의원
- 1983.01 ~ 1985.01 미국 워싱턴주 하원 다수당 원내대표
- 1985.01 ~ 1987.01 미국 워싱턴주 하원 수석 서기
- 2013.01 ~ 2021.01 미국 워싱턴주 제10선거구 하원의원
- 2021.01 ~ 미국 워싱턴주 부지사

## 역대 선거 결과
| 선거명      | 직책명                         | 대수  | 정당   | 득표율 | 득표수      | 결과 | 당락                   |
| ----------- | ------------------------------ | ----- | ------ | ------ | ----------- | ---- | ---------------------- |
| 1976년 선거 | 하원의원 (워싱턴 제17선거구)   | 45대  | 민주당 | 59.15% | 17,998표    | 1위  | 워싱턴 주의원 당선     |
| 1978년 선거 | 하원의원 (워싱턴 제17선거구)   | 46대  | 민주당 | 69.37% | 16,486표    | 1위  | 워싱턴 주의원 당선     |
| 1980년 선거 | 하원의원 (워싱턴 제17선거구)   | 47대  | 민주당 | 71.64% | 28,302표    | 1위  | 워싱턴 주의원 당선     |
| 1982년 선거 | 하원의원 (워싱턴 제17선거구)   | 48대  | 민주당 | 64.48% | 15,080표    | 1위  | 워싱턴 주의원 당선     |
| 1984년 선거 | 하원의원 (워싱턴 제17선거구)   | 49대  | 민주당 | 66.50% | 21,130표    | 1위  | 워싱턴 주의원 당선     |
| 1988년 선거 | 워싱턴 교육감                  | -대   | 무소속 | 49.46% | 813,784표   | 2위  | 낙선                   |
| 2010년 선거 | 하원의원 (워싱턴주 제3선거구)  | 112대 | 민주당 | 47.03% | 135,654표   | 2위  | 낙선                   |
| 2012년 선거 | 하원의원 (워싱턴주 제10선거구) | 113대 | 민주당 | 58.56% | 163,036표   | 1위  | 워싱턴주 하원의원 당선 |
| 2014년 선거 | 하원의원 (워싱턴주 제10선거구) | 114대 | 민주당 | 54.70% | 99,279표    | 1위  | 워싱턴주 하원의원 당선 |
| 2016년 선거 | 하원의원 (워싱턴주 제10선거구) | 115대 | 민주당 | 58.67% | 170,460표   | 1위  | 워싱턴주 하원의원 당선 |
| 2018년 선거 | 하원의원 (워싱턴주 제10선거구) | 116대 | 민주당 | 61.54% | 166,215표   | 1위  | 워싱턴주 하원의원 당선 |
| 2020년 선거 | 워싱턴 부지사                  | 17대  | 민주당 | 45.61% | 1,658,405표 | 1위  | 워싱턴 부지사 당선     |
| 2024년 선거 | 워싱턴 부지사                  | 17대  | 민주당 | 55.72% | 2,112,132표 | 1위  | 워싱턴 부지사 당선     |

## 참고 자료
- 데니 헥 - X
- 유튜브
- 데니 헥 - 페이스북
- 데니 헥 - 인스타그램